# Protesilaus helios
Protesilaus helios is een vlinder uit de familie van de pages (Papilionidae). De wetenschappelijke naam van de soort is voor het eerst geldig gepubliceerd in 1906 door Lionel Walter Rothschild & Karl Jordan.

## Synoniemen
- Papilio jordani Zikán, 1937 non Papilio jordani Fruhstrofer, 1909
- Papilio rothschildianus Zikán, 1937
- Papilio fuscicornis Zikán, 1938
- Papilio gualterius Zikán, 1938